# Carta de Llibertats
La Carta de llibertats, en anglès Charter of Liberties, fou una proclamació escrita del rei Enric I d'Anglaterra que va fer amb motiu de la seva coronació el 1100. El propòsit era concretar la posició de la monarquia vers els nobles, el clergat i els ciutadans. Aquest document pretenia també acabar amb els abusos de poder exercits pels seus antecessors, en especial el seu germà Guillem el Roig, cosa que havia estat motiu de queixa per part de la noblesa, sobretot per la imposició de taxes abusives als barons, l'aprofitament de les seus eclesiàstiques vacants, la pràctica de simonia i la confiscació de les prebendes eclesiàstiques. Els monarques posteriors no en van fer gaire cas d'aquest document, fins que el 1213, l'arquebisbe Langton va recordar als nobles que els seus drets havien estat garantits un segle abans i es va encetar una revolta per exigir el que ja se'ls havia concedit, cosa que va desembocar en la proclamació de la Carta Magna. Amb el pas dels anys aquest darrer document va arribar a eclipsar la importància del primer, però des el segle xix els historiadors Frederick Maitland i Frederick Pollock van fer que es reconegués el mèrit de la Carta de Llibertats com a marc primordial que va originar la Carta Magna.

## Context

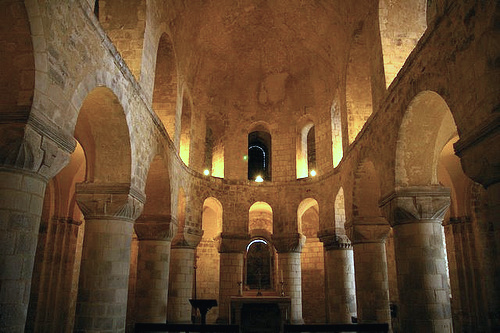
La Carta de Llibertats va ser proclamada a l'interior de la capella normanda de la Torre de Londres.

Enric I d'Anglaterra, de sobrenom Beauclerk, que era com si li diguessin «lletraferit» perquè en ser el fill menor havia rebut una acurada educació, cosa estranya per algú que havia de ser rei però no tant per algú que havia de ser clergue. Enric sabia llegir llatí, tenia coneixements sobre història natural i, encara més important, sobre legislació anglesa. Va rebre 5.000 lliures de plata en l'herència del seu pare però cap territori per governar o per obtenir rendes. Va emprar aquests diners per comprar una hisenda a la península de Cotentin, a Normandia, que va adquirir per 3.000 lliures al seu germà el duc Robert II.
Després de la mort de Guillem el Conqueridor van haver disputes i intrigues polítiques entre els germans que van fer que Enric acabés sent presoner durant dos anys de Robert, que llavors era rei d'Anglaterra. El 1096, Robert va marxar a la Primera Croada, Enric va jurar lleialtat a l'altre germà Guillem II d'Anglaterra, que es va apoderar de Normandia durant l'absència de Robert. Guillem va morir en un accident de cacera el 2 d'agost del 1100. Amb Guilem mort i Robert absent, Enric va reclamar el tron.
Enric Beauclerck es va haver d'enfrontar amb tres problemes polítics:
(1) Els comtes i barons no l'acceptaven
(2) Hi havia un antagonisme amb l'Església, en especial amb l'arquebisbe Anselm de Canterbury.
(3) La població anglosaxona recelava d'un rei estranger.
Enric va fer un acostament amb Anselm i va cercar la reconciliació amb l'Església. Es va casar amb Edith, la filla del rei Malcolm III d'Escòcia, que descendia en part dels reis anglosaxons i així es va guanyar el favor del poble. Ella, fins i tot es va canviar el nom per un de més normand Mathilda, però els barons i comtes seguien insatisfets. Per tal d'assegurar el seu tron, a Enric li calia fer alguna cosa més.
El seu germà Guillem, havia proclamat una llei el 1093, quan estava malalt i pensava que podia morir en poc temps. El text d'aquesta llei no s'ha conservat però es creu que amnistiava alguns presos, perdonava deutors i assegurava que els seus successors respectarien les lleis de Déu. Fossin quines fossin les promeses del document, quan es va recuperar no les va respectar.
Enric Beauclerck va decidir conversar amb els nobles i, un cop va conèixer quines eren les seves queixes va decidir fer algunes concessions, el resultat va ser la Carta de Llibertats, dita així perquè establia allò que cada part era lliure de fer sense incórrer en ofensa ja fos el rei vers els nobles o viceversa.

## Contingut
Contenia catorze declaracions:
PrimeraEl rei es comprometia a no apoderar-se de béns de l'Església.
SegonaQuan un noble morís, els seus descendents no haurien de pagar al rei per rebre l'herència, sinó que se seguiria l'establert per la tradició.
TerceraQuan un noble volgués casar una filla o altra dama sota la seva custòdia, hauria de demanar el consentiment del rei, però aquest no s'oposaria a la realització d'un matrimoni prudent. Quan una vídua volgués tornar-se a casar, se li permetria sempre que no fos amb un enemic del rei.
QuartaLes vídues podrien heretar dels difunts marits i els fills orfes, sota custòdia d'un noble, tindrien la possessió de les terres de l'orfe mentre durés la minoritat i respectarien la llei.
CinquenaQuedava prohibit apoderar-se de senyorius comunals, excepte els concedits per Guillem el Conqueridor.
SisenaQuedaven condonats els deutes adquirits amb el rei Guillem el Roig, excepte els relacionats amb herències.
SetenaSi un noble s'empobria i perdia els seus béns, conservaria el títol i els seus fills serien tractats amb la dignitat corresponent. Les donacions fetes en una promesa sota coacció de les armes, no serien executades.
VuitenaSi un noble cometia un delicte no s'acceptaria un suborn per evitar ser jutjat, com havia passat en el regnat anterior, sinó que se sotmetria al càstig establert per la llei i el costum.
NovenaPerdonava els assassinats comesos abans de la seva coronació i prometia sotmetre als jutges els comesos a partir de llavors.
DesenaEls boscos continuarien sent propietat reial, com ja ho eren amb els reis anteriors.
OnzenaEls cavallers que prestessin servei militar a la Corona estarien exempts de l'habitual contribució procedent de la collita de les seves terres.
DotzenaLa pau quedava establerta en tot el regne i el rei vetllaria perquè es mantingués sempre així.
TretzenaLa llei establerta pel rei Eduard quedava en vigor i les esmenes introduïdes per Guillem el Conqueridor quedaven confirmades.
CatorzenaQualsevol bé pres per algú a la Corona, després de la mort de Guillem el Conqueridor, havia de ser-li retornat i, si no es feia per voluntat pròpia, s'aplicaria una multa.
Es va fer constar com a testimonis d'aquest document: el bisbe de Londres Maurici, el bisbe de Winchester Guillem, el bisbe de Hereford Gerard, els comtes Enric, Simon i Walter Giffard, Robert de Montfort, Roger Bigot, Eudo el secretari, Robert fill d'Hamo i Robert Malet.

## Aplicació
El pare d'Enric Beauclerck havia estat un gran admirador de les lleis promulgades per Eduard el Confessor. Va reformar moltes lleis en un esforç per fer que la llei d'Eduard esdevingués la llei comuna d'Anglaterra, al mateix temps que establia un fort govern normand basat en el respecte a la tradició. Durant tot el període normand d'Anglaterra se'n van proclamar poques lleis.
Enric va iniciar el seu regnat amb la Carta de Llibertats, amb la qual enviava un missatge contundent: tornava a la manera de fer del seu pare, que era enyorat amb nostàlgia. Els abusos de Guillem el Roig quedarien abolits. La corrupció, l'aprofitament en benefici propi de les seus vacants i de les custòdies, els matrimonis imposats, els suborns i altres abusos acabarien. Els deutes i les ofenses del passat quedaven perdonades. Les terres pairals i els senyors feudals que les posseïen quedaven alliberats de la càrrega fiscal imposada des de l'època del Danelaw i la llei d'Eduard quedava restablerta. Aquesta proclamació es va fer amb la presumpció que cada baró aplicaria el mateix tipus de concessions amb els seus terratinents igual com el rei havia fet amb els nobles. L'historiador Plucknett creu, però, que aquesta bona voluntat no va seguir la cadena de divulgació que estava prevista i no va arribar als nivells socials més humils. No era només una llei, sinó una declaració de principis, una promesa de tornar cap al camí de la llei que havia guiat el govern en temps de Guillem I, abans que s'arribés a l'estat de corrupció que tenia el país descontent.
Les promeses fetes a la Carta de Llibertats no sempre van ser tingudes en compte pels successius monarques anglesos. El mateix rei que les va promulgar, Enric I, senzillament les va ignorar. Els documents de la Tresoreria (pipe rolls), establerts trenta anys després, són una prova que Enric I no va complir amb l'establert. La creació d'un organisme per controlar les finances (l'Exchequer), i a més acabar amb la corrupció i el frau fiscal, en realitat va servir per augmentar el poder de la Corona. El principal ministre responsable d'aquest organisme, el bisbe Roger de Salisbury va aplicar la llei sobre els terratinents, que va esdevenir la més severa d'Europa. Això va passar en silenci, sense protestes, i va establir un precedent. A començament del seu regnat, Enric va fer un escrit que declarava el territori i cada hundred sotmesos a la llei d'Eduard el Confessor. Això va fer que es tornés a aplicar la justícia mitjançant els tradicionals mètodes normands. Enric va legislar amb relació a robatoris, va restaurar la pena de mort (que havia estat abolida per amagar els molts crims comesos per Guillem II), i va castigar durament els que s'havien enriquit amb diner negre, expropiant injustament als seus terratinents. Les decisions d'Enric eren tan ben acceptades que, fins i tot, es va prendre el seu braç com a model de mesura estàndard al seu país (vegeu colze).
L'ofegament del seu fill, el príncep Guillem, en el naufragi del White Ship el 1120, va portar al final de la dinastia normanda. Després de la disputa entre Esteve de Blois i Matilde, el tron va passar a la dinastia Plantagenet. Durant l'Anarquia d'anarquia els deures dels senyors van quedar reduïts a criteri personal de cadascú, segons uns "límits raonables". La justícia va anar en declivi fins al punt que el rei Esteve va promulgar el statutum decretum, que establia que cap fill o filla podia heretar.
També es van donar problemes amb l'Església, Guillem I nomenava càrrecs eclesiàstics, cosa que pertocava fer al papa o a la comunitat de bisbes —el papa Gregori VII havia prohibit expressament aquesta pràctica el 1075—; un conflicte que va heretar Enric Beauclerck, i la qüestió no va quedar prou aclarida amb la Carta de Llibertats. Ivo de Chartres va fer de mediador i finalment es va acordar que el rei estaria present en els nomenaments però seria un simple espectador. Aquest acord es va estendre a tot Europa i va donar fi al conflicte de les investidures amb el Concordat de Worms del 1122. El govern d'Enric I, efectuat des de Westminster, va esdevenir molt efectiu. El mecanisme de govern d'estil normand va anar acompanyat d'una mà ferma, cosa que Esteve no va tenir, i la mort d'Enric es va veure com una tragèdia, ja que durant segles es va perdre la sensació de viure en un país on imperava la justícia. Durant el regnat d'Esteve, els cronistes van començar a anomenar Enric Beauclerck amb l'epítet Lleó de la Justícia.
Després de tres reis de la dinastia Plantagenet (Enric II, Ricard Cor de Lleó i Joan sense Terra) governant arbitràriament, el darrer d'aquest es va haver d'enfrontar als barons que exigien recuperar l'establert a la Carta de Llibertats; del resultat de les negociacions que van haver va sorgir un altre document, la Carta Magna, que va esdevenir famosa a tot el món.